# Hopea griffithii
Hopea griffithii là một loài thực vật họ Dầu, phân bố chủ yếu ở Malaysia, Myanma, Singapore và Thái Lan.